# هایدموور
هایدموور (به آلمانی: Heidmoor) یک شهر در آلمان است که در زگه‌برگ واقع شده‌است. هایدموور ۳۱۶ نفر جمعیت دارد.